# Erb
Erb (z něm. der Erbe – dědic, případně das Erbe – dědictví) je barevné grafické znamení, které označuje konkrétní osobu, resp. rod, a to zejména znakem umístěným na štítě. Štít se znakem je jediná povinná součást erbu. Vlastností erbu je jeho dědičnost a stálost.
Věda, která se zabývá studiem erbů, se nazývá heraldika. Heraldika také popisuje způsob vytváření, význam a užití znaků.

## Historie
Erb má svůj původ zejména u středověkých rytířů, kteří si označovali své brnění a přilbu. Se stále dokonalejší výzbrojí, která pokrývala celé tělo, bylo stále obtížnější rychle rozeznat spojence od nepřítele. Proto byly zavedeny barevné symboly, které se umisťovaly na brnění, štíty a vlajky. Používaly se jednoznačné a kontrastní barvy a tvary, které byly dobře rozlišitelné i na velkou vzdálenost a umožňovaly rychlou orientaci v bitvě a pomáhaly rychle rozlišit spojence a nepřítele.
Erby se takto objevily ve 12. století v době křižáckých výprav, přestože určité dědičné rozlišování pomocí štítů známe již ze starověkých Atén.

## Struktura erbu
Jednotlivé části jsou standardizované a mají také vlastní terminologii. Slovní popis erbu, sestavený podle heraldických pravidel, se nazývá blason. Často existuje pro daný erb i nějaký příběh, který vysvětluje význam jednotlivých barev, proč jsou na erbu použita zvířata a symboly. Tyto legendy byly obvykle přidány až dodatečně. Často se dá erb „přečíst“, to znamená, že barvy a symboly napoví jméno jeho nositele. Takový erb se nazývá mluvící erb.
V starší (zejména raně novověké) literatuře jsou obsáhle teoreticky popisovány rovněž takzvaná snížení znaku (abatementy), kdy je na erbu vyznačen nečestný přečin jeho nositele, ovšem historicky doložená snížení jsou velmi vzácná.

## Základní části erbu

### Štít
Štít je nejdůležitější součástí erbu. Jedná se o jedinou povinnou součást. Bývá kreslen buď kolmo, nebo mírně šikmo, což je většinou považováno za správnější, neboť to více odpovídá nošení štítů rytíři.
Tvar štítu se v blasonu nepopisuje, jeho provedení je tedy do určité míry závislé na kreslíři. Ten však musí respektovat určitá pravidla, především umělecký sloh a v některých případech též provenienci. V některých západních zemích byly pro ženské erby vyhrazeny odlišné tvary štítů, aby se zdůraznila skutečnost, že se neúčastnily bojů. Jednalo se o štít routový a oválný (Belgie a severní Francie). V našich zemích nebylo takovéto odlišování používáno.

### Přilba
Nad štít se umísťovala přilba, původně tzv. hrncová. Ta se používala do 13. století, kdy ji vytlačila přilba kbelíková. Ve 14. století se objevila přilba kolčí a turnajová, v 15. století mřížková a v 16. století burgundská. Původně byla nad jedním štítem vždy jen jedna přilba, od 15. století jich už může být více. Později byly pokusy počet přileb nad štítem  systematizovat, aby souvisel se stupněm šlechtictví, ale zcela se to nezdařilo. Přilby byly původně stříbrné nebo v barvě leštěného železa, někdy se zlatými okraji. Později se objevily přilby zlaté, v 16. století bylo zavedeno, že zlatá helma v erbu náleží králům, stříbrná se zlatou mřížkou vyšší šlechtě, celostříbrná nižší šlechtě a železná kolčí přilba měšťanům.

### Přikryvadla
Křížové výpravy do Svaté země přinesly doplněk, který se též stal součástí erbu. Jsou to přikryvadla (též staročesky fafrnochy), která kryla zadní část přilby, aby se nepřehřívala od slunce. Přikryvadla byla v hlavních barvách erbu a jejich kraje byly v pozdějších dobách ozdobně rozstříhány do cípů (četné nepřítelovy rány a údery). Přikryvadla pochází pravděpodobně od Saracénů.

### Točenice a helmovní koruna
Točenice a helmovní koruny slouží k zakrytí upevnění klenotu k přilbě (helmě). Koruna byla původně používána jen na královských erbech, až později i na šlechtických. V průběhu 17. století se přestává používat točenice a erby jsou udělovány již výhradně s korunou. Na rozdíl od hodnostní koruny tedy nevyjadřují žádnou hodnost.

### Klenot
Klenot je ozdoba na přilbě, často opakuje některou z figur štítu, ale není to podmínkou.

## Honosné kusy
Vedlejší části erbu, které nebyly v boji funkční a byly přidány později. Vyjadřují hodnost a privilegia.

### Erbovní plášť nebo stan
Plášť vychází z hodnostní koruny a celý zbytek erbu se nachází na plášti. V rozích byl převázán šňůrkami, jejichž počet symbolizoval postavení držitele erbu (nejvíce, 2 a půl náleželo císaři). Na stranách pláště byly obvykle záhyby, které také symbolizovaly hodnost majitele (tři náležely císaři/ králi). Plášť obvykle používala vyšší šlechta.
Stan byl v mnohém podobný plášti. Erb převyšuje svou ozdobnou kopulí, na kterou se usazovala hodnostní nebo panovníkova korunka. Obvykle ho používaly jenom svrchovaní panovníci.

### Štítonoši
Jedná se o figury nesoucí štít. Zpravidla bývají dvě, jedna na každé straně štítu. Někdy bývá jedna po jedné straně.

### Heslo, bojový pokřik, půda
Heslo (motto, devíza) je slovní spojení na stuze umisťované pod štítem. Vyjadřují rodovou tradici nebo vztah k panovníku či Bohu.
Bojový pokřik je slovní spojení na stuze umisťované na vrcholu erbu.
Půda je obvykle porostlá zeleným pažitem. Pochází z pozdějšího období a je umisťována pod štítem.

### Trofeje
Trofeje jsou nahromaděné válečné předměty naznačující válečné úspěchy erbovníka. Jde o různé zbraně, děla, hmoždíře, hromady kulí, bubny, trubky či prapory.

### Řádové dekorace
Řetězy řádů, které majitel erbu za svého života získal, mohl nechat obtáčet se kolem erbu, přičemž nejdůležitější řád se nacházel nejblíže štítu. Vzhledem k neděditelnosti většiny řádů, tyto úpravy erbu/znaku byly také neděditelné.

### Hodnostní odznaky
Hodnostní odznaky neboli odznaky úřadu používá výhradně ten, kdo daný úřad zastává. Nejsou tedy dědičné.

### Hodnostní koruny, čepice a klobouky
Klobouky nazývané galero umístěné nad štít používají církevní hodnostáři. Hodnost majitele určuje barva klobouku a počet střapců po stranách štítu. Kardinál má červené galero a patnáct střapců na každé straně štítu, arcibiskupovi náleží galero zelené a deset střapců. Biskupům též zelené galero se šesti střapci ve třech řadách. Pro nižní duchovní převládá barva černá. Používání galera bylo omezeno instrukcí papežského státního sekretariátu Ut sive sollicite v roce 1969 pouze na heraldické použití. Je součástí schémat všech erbů katolických duchovních.
Hodnostní koruny se kladou bezprostředně na horní hranu štítu (pod nebo až nahoru na plášť či stan).

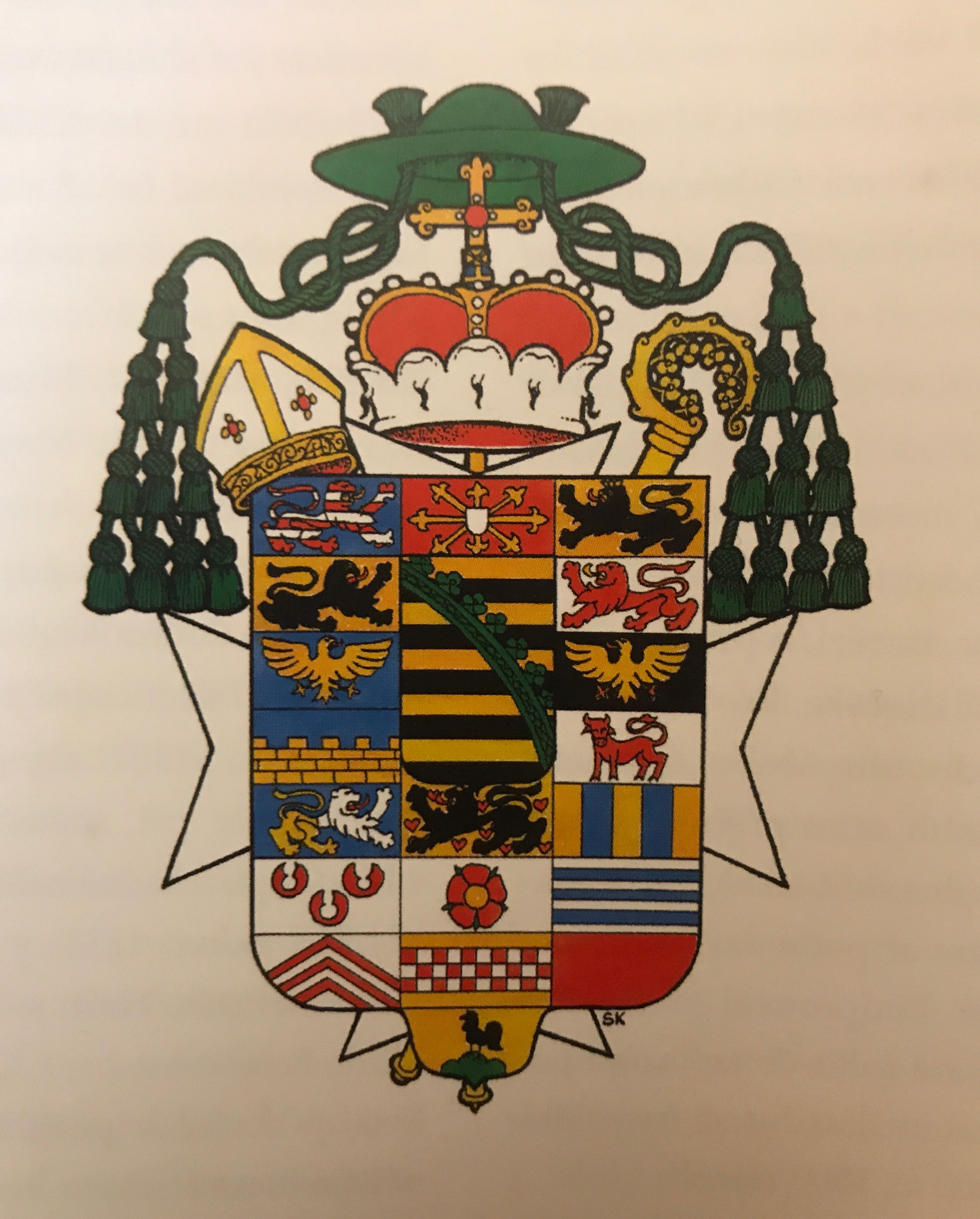
Arcibiskupské galero ve znaku Mořice Adolfa Saského, po papežské instrukci v roce 1969 již ve znaku nejsou užívány mitra a berla (v tomto případě je zde navíc ještě knížecí koruna)
Biskupské galero ve znaku Mons. Alaina Casteta, již podle instrukce Ut sive sollicite
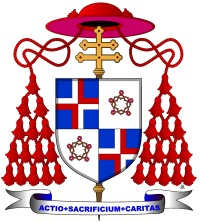
Kardinálské galero ve znaku kardinála Štěpána Trochty